# والتر دیویس (بازیکن بسکتبال)
والتر دیویس (انگلیسی: Walter Davis؛ زاده ۹ سپتامبر ۱۹۵۴) یک ورزشکار اهل ایالات متحده آمریکا است. 